# Creole (Framework)
Creole ist ein Framework zur Datenbankabstraktion für relationale Datenbankmanagementsysteme (RDBMS) unter PHP5. Es existiert auch eine Version für PHP4, diese wird aber nicht mehr weiter entwickelt. Die komplett objektorientierte API des Frameworks ist an JDBC angelehnt.
Propel, ein Werkzeug für das Object-Relational Mapping, nutzt Creole als Datenbankabstraktionsschicht. Nachdem Propel mit der Version 1.3.0 auf PDO als Datenbankabstraktionsschicht umgestiegen ist, wurde die Weiterentwicklung von Creole überflüssig. Das Projekt lief zwar danach noch einige Monate weiter, wurde dann aber am 13. November 2008 offiziell für beendet erklärt. 

## Unterstützte Datenbanksysteme
- MySQL
- PostgreSQL
- MS SQL Server
- SQLite
- Oracle
- ODBC